# Ravenski eksarhat
Ravenski eksarhat (latinsko Exarchatus Ravennatis; grško Εξαρχάτο της Ραβέννας) je bilo gospostvo Vzhodnega rimskega cesarstva (Bizantinsko cesarstvo) v Italiji od leta 584 do 751, ko so Langobardi usmrtili zadnjega eksarha. Bil je eden od dveh eksarhatov, ustanovljenih po zahodnih rekonkvistah pod cesarjem Justinijanom, da bi učinkoviteje upravljal ozemlja, skupaj z Afriškim eksarhatom.

## Uvod
Ravena je postala prestolnica Zahodnega rimskega cesarstva leta 402 pod Honorijem zaradi lepega pristanišča z dostopom do Jadrana in idealne obrambne lege sredi neprehodnih močvirij. Mesto je ostalo glavno mesto cesarstva do leta 476, ko je postalo prestolnica Odoakra, nato pa Ostrogotov pod Teoderikom Velikim.
Ostalo je glavno mesto Ostrogotskega kraljestva, vendar je leta 540 med gotsko vojno (535–554) Raveno zasedel bizantinski general Belizar. Po tej ponovni osvojitvi je postal sedež deželnega glavarja. Takrat je upravna struktura Italije z nekaj spremembami sledila staremu sistemu, ki ga je vzpostavil cesar Dioklecijan, ohranili pa so ga Odoaker in Goti.

## Invazija Langobardov in bizantinska reakcija
Leta 568 so Langobardi pod kraljem Alboinom skupaj z drugimi germanskimi zavezniki vdrli v severno Italijo. Območje je bilo šele pred nekaj leti popolnoma umirjeno in je med dolgo gotsko vojno močno trpelo. Lokalne bizantinske sile so bile šibke in po zavzetju več mest so Langobardi leta 569 osvojili Milano. Zavzeli so Pavio po triletnem obleganju leta 572 in jo naredili za glavno mesto. V naslednjih letih so zavzeli Toskano. Drugi so pod Faroaldom in Zottom prodrli v srednjo in južno Italijo, kjer so ustanovili vojvodini  Spoleto in Benevento. Vendar so se po Alboinovem umoru leta 573 Langobardi razdrobili na več avtonomnih vojvodin ("vladavina vojvod").
To je skušal izkoristiti cesar Justin II.: leta 576 je poslal svojega zeta Baduarija v Italijo. Vendar je bil v bitki poražen in ubit, nadaljevanje krize na Balkanu in Vzhodu pa je pomenilo, da še en imperialni poskus ponovnega osvajanja ni bil možen. Zaradi langobardskih vpadov so se rimske posesti razdrobile na več izoliranih ozemelj. Leta 580 jih je cesar Tiberij II. reorganiziral v pet pokrajinskih eparhij: Annonaria v severni Italiji okoli Ravene, Kalabrije, Kampanije, Emilije in Ligurije ter Urbicaria okoli mesta Rim (Urbs). Tako se je do konca 6. stoletja novi red oblasti ustalil v stabilnem vzorcu. Ravena, ki jo je upravljal njen eksarh, ki je imel poleg cerkvene funkcije tudi civilno in vojaško oblast, je bila omejena na mesto, njegovo pristanišče in okolico vse do Pada (mejno ozemlje vojvode Beneškega, nominalno v cesarski službi) in južno do reke Marecchia, onkraj katere je ležala vojvodina Pentapolis ob Jadranu, prav tako pod vojvodo, ki je nominalno predstavljal cesarja vzhoda.

## Eksarhat
Eksarhat je bil organiziran v skupino vojvodinj (Rim, Benečija, Kalabrija, Neapelj, Perugia, Pentapolis, Lucania itd.), ki so bila predvsem obalna mesta na italijanskem polotoku, saj so imeli Langobardi prednost v zaledju.
Civilni in vojaški vodja teh cesarskih posesti, sam eksarh, je bil predstavnik cesarja v Konstantinoplu v Raveni. Okoliško ozemlje je segalo od reke Pad, ki je služila kot meja z Benetkami na severu, do Pentapolisa v Riminiju na jugu, meje »petih mest« v Markah ob jadranski obali, in je doseglo celo mesta, ki niso ob obali, kot je Forlì. Vse to ozemlje, ki je ležalo na vzhodnem boku Apeninov, je bilo pod neposredno eksarhovo upravo in je tvorilo eksarhat v ožjem pomenu besede. Okoliška ozemlja so upravljali vojvode in magistri militium ("gospodarji vojakov"), ki so bili bolj ali manj podvrženi njegovi oblasti. Z vidika Konstantinopla je eksarhat sestavljala provinca Italija.
Ravenski eksarhat ni bil edina bizantinska provinca v Italiji. Bizantinska Sicilija je oblikovala ločeno vlado, Korzika in Sardinija, medtem ko sta ostali bizantinski, pa sta pripadali Afriškemu eksarhatu.
Langobardi so imeli glavno mesto v Pavii in so nadzorovali veliko dolino reke Pad. Langobardski klin v Italiji se je razširil proti jugu in ustanovil vojvodini v Spoletu in Beneventumu; nadzorovali so notranjost, medtem ko so bizantinski guvernerji bolj ali manj nadzorovali obale.
Piemont, Lombardija, notranja celina Benečije, Toskana in notranjost Kampanje so pripadali Langobardom in cesarski predstavnik v Italiji je postopoma izgubljal vso pravo moč, čeprav je po imenu nadzoroval območja, kot je Ligurija (popolnoma izgubljena leta 640 zaradi Langobardov) ali Neapelj in Kalabrija (ki ju preplavi langobardska vojvodina Benevento). V Rimu je bil papež pravi gospodar.
Konec leta 740 so eksarhat sestavljale Istra, Benečija, Ferrara, Ravena (eksarhat v omejenem pomenu), s Pentapolisom in Perugia.
Ti drobci province Italije, kakršna je bila, ko je bila ponovno osvojena za Justinijana, so bili skoraj vsi izgubljeni, bodisi zaradi Langobardov, ki so leta 751 dokončno osvojili Raveno, bodisi zaradi upora papeža, ki se je dokončno ločil od cesarstva na vprašanje ikonoklastičnih reform.
Odnos med papežem v Rimu in eksarhom v Raveni je bil dinamika, ki bi lahko škodila ali pomagala cesarstvu. Papeštvo bi lahko bilo sredstvo za lokalno nezadovoljstvo. Stara rimska senatorska aristokracija se je zgražala nad upravljanjem eksarha, ki so ga mnogi imeli za motečega tujca. Tako se je eksarh soočal z grožnjami od zunaj in od znotraj, ki so ovirali velik resnični napredek in razvoj.
V svoji notranji zgodovini je bil eksarhat podvržen razcepljivim vplivom, ki so vodili do razdelitve suverenosti in vzpostavitve fevdalizma po vsej Evropi. Korak za korakom in kljub prizadevanjem cesarjev v Konstantinoplu so veliki cesarski uradniki postajali lokalni posestniki, manjši lastniki zemlje so bili vse bolj sorodniki ali vsaj sodelavci teh uradnikov in nove zvestobe so vdrle v sfero cesarske uprave. Medtem je potreba po zagotavljanju obrambe cesarskih ozemelj pred Langobardi privedla do oblikovanja lokalnih milic, ki so bile sprva priključene cesarskim polkom, a so se postopoma osamosvojile, saj so bile rekrutirane povsem lokalno. Ti oboroženi možje so tvorili exercitus romanae militiae, ki so bili predhodniki svobodnih oboroženih meščanov italijanskih mest srednjega veka. Po istem vzoru so bila organizirana tudi druga mesta eksarhata.

## Konec eksarhata
V 6. in 7. stoletju je naraščajoča grožnja Langobardov in Frankov, pa tudi razkol med vzhodnim in zahodnim krščanstvom, ki so ga navdihnili tako ikonoklastični cesarji kot srednjeveški razvoj latinske teologije in ki je dosegel vrhunec v ostrem rivalstvu med rimskim papežem in patriarhom Konstantinopla, je položaj eksarha naredil vse bolj nevzdržen.
Ravena je ostala sedež eksarha do upora leta 727 zaradi ikonoklazma. Evtihija, zadnjega ravenskega eksarha, so ubili Langobardi leta 751. Eksarhat je bil reorganiziran v Italijanski katepanat s sedežem v Bariju, ki so ga leta 847 izgubili Saracenski Berberi in si ga povrnili šele leta 871.
Ko so Franki leta 756 izgnali Langobarde, je papež Štefan II. zahteval eksarhat. Njegov zaveznik Pipin Mali, kralj Frankov, je leta 756 podaril osvojene dežele nekdanjega eksarhata papeštvu; ta donacija, ki jo je leta 774 potrdil njegov sin Karel Veliki, je pomenila začetek časovne oblasti papežev kot dediščine svetega Petra. Nadškofije znotraj nekdanjega eksarhata pa so imele razvite tradicije lokalne posvetne oblasti in neodvisnosti, kar je prispevalo k razdrobljeni lokalizaciji oblasti. Tri stoletja pozneje bo ta neodvisnost spodbudila vzpon neodvisnih občin.
Tako je eksarhat izginil in majhni ostanki cesarskih posesti na celini, Neapelj in Kalabrija, so prešli pod oblast Italijanskega katepanata, in ko so Sicilijo v 9. stoletju osvojili Arabci, so bili ostanki postavljeni v teme Kalabrija in Lombardija. Istra na čelu Jadrana je bila priključena Dalmaciji.